# EC 1.5.99
La EC 1.5.99 è una sotto-sottoclasse della classificazione EC relativa agli enzimi. Si tratta di una sottoclasse delle ossidoreduttasi che include enzimi che agiscono su donatori di elettroni con gruppi CH-NH utilizzando accettori di vario tipo.

## Enzimi appartenenti alla sotto-sottoclasse
| numero EC    | nome accettato                                |
| ------------ | --------------------------------------------- |
| EC 1.5.99.1  | sarcosina deidrogenasi                        |
| EC 1.5.99.2  | dimetilglicina deidrogenasi                   |
| EC 1.5.99.3  | L-pipecolato deidrogenasi                     |
| EC 1.5.99.4  | nicotina deidrogenasi                         |
| EC 1.5.99.5  | metilglutammato deidrogenasi                  |
| EC 1.5.99.6  | spermidina deidrogenasi                       |
| EC 1.5.99.8  | prolina deidrogenasi                          |
| EC 1.5.99.9  | metilenetetraidrometanopterina deidrogenasi   |
| EC 1.5.99.11 | 5,10-metilenetetraidrometanopterina reduttasi |
| EC 1.5.99.12 | citochinina deidrogenasi                      |